# Andradina (gemeente)
Andradina is een gemeente in de Braziliaanse deelstaat São Paulo. De gemeente telt 56.593 inwoners (schatting 2009).

## Geografie

### Aangrenzende gemeenten
De gemeente grenst aan Castilho, Guaraçaí, Ilha Solteira, Itapura, Murutinga do Sul, Nova Independência en Pereira Barreto.

## Geboren
- Braz Paschoalin (1948-2010), politicus

## Religie
Het christendom is als volgt in de stad aanwezig:

### Katholieke Kerk
De katholieke kerk in de gemeente maakt deel uit van het bisdom Araçatuba.

### Protestantse Kerk
De meest uiteenlopende evangelische overtuigingen zijn aanwezig in de stad, voornamelijk pinkstergelovigen, waaronder onder meer de Assemblies of God in Brazilië (de grootste evangelische kerk van het land) en de Christelijke Congregatie in Brazilië. Deze denominaties groeien steeds meer in heel Brazilië.